# Armagetron Advanced

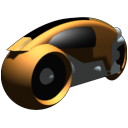
Icona di Armagetron Advanced

Armagetron Advanced (in passato solo Armagetron) è un videogioco free software in 3D multiplayer, pubblicato nel 2001, che usa le "moto di luce" tratte dal film Tron. Non è un gioco ufficiale di Tron e l'aspetto grafico non è fedele all'originale, ma è stato riadattato in una chiave più moderna. Il videogioco è anche distribuito con i nomi di Armacycles Advanced e Retrocycles.

## Modalità di gioco
I giocatori devono guidare le loro moto all'interno di un'area di gioco, di dimensioni diverse, in cui si possono incontrare, come unici ostacoli, delle lunghe scie che vengono prodotte dal veicolo o i confini dell'area stessa. Quando un giocatore colpisce questi muri, la sua moto esplode. Il movimento delle moto può essere osservato da varie prospettive.
L'obiettivo del giocatore è sopravvivere nell'area di gioco per ultimo, o nelle partite a squadre, far sopravvivere almeno uno dei membri della squadra. In altre modalità vince il giocatore che ha ucciso più nemici (si considera ucciso un giocatore quando la sua moto esplode contro la propria scia) o chi ha guadagnato più punti.
Un'insolita caratteristica di questo gioco è il metodo in cui le moto accelerano. Quando un giocatore è vicino alla scia di un altro o vicino al muro, la moto andrà più veloce. Questo permette di sterzare bruscamente per tagliare la strada agli altri giocatori.
Il gioco può essere configurato in modo che dopo un periodo di tempo senza che accadano eventi rilevanti (come la morte di un giocatore), accada una di queste cose:
- la velocità di tutte le moto aumenta ("sudden death")
- appare un'area circolare segnata di verde, e vince il primo giocatore che la raggiunge ("zona a vittoria istantanea").
- appare un'area circolare segnata di rosso, e il primo giocatore che vi entra muore ("zona a morte istantanea").

Armagetron Advanced può essere giocato contro computer o altri giocatori. Il client scarica automaticamente una lista di server da internet, dove si possono trovare altri giocatori. Come la maggior parte dei giochi online, la giocabilità di Armagetron Advanced può essere affetta da latenza (causando lag alla reazione delle moto e altri strani effetti). Armagetron Advanced è più veloce su piattaforme Unix, dove è stato progettato.
Un altro gioco in cui si possono pilotare queste moto di luce è GLTron.